# RWDD3
RWDD3 (англ. RWD domain containing 3) – білок, який кодується однойменним геном, розташованим у людей на короткому плечі 1-ї хромосоми.  Довжина поліпептидного ланцюга білка становить 267 амінокислот, а молекулярна маса — 30 543.
| 10         |  | 20         |  | 30         |  | 40         |  | 50         |
| ---------- |  | ---------- |  | ---------- |  | ---------- |  | ---------- |
| MAEPVQEELS |  | VLAAIFCRPH |  | EWEVLSRSET |  | DGTVFRIHTK |  | AEGFMDVDIP |
| LELVFHLPVN |  | YPSCLPGISI |  | NSEQLTRAQC |  | VTVKENLLEQ |  | AESLLSEPMV |
| HELVLWIQQN |  | LRHILSQPET |  | GSGSEKCTFS |  | TSTTMDDGLW |  | ITLLHLDHMR |
| AKTKYVKIVE |  | KWASDLRLTG |  | RLMFMGKIIL |  | ILLQGDRNNL |  | KEYLILQKTS |
| KVDVDSSGKK |  | CKEKMISVLF |  | ETKVQTEHKR |  | FLAFEVKEYS |  | ALDELQKEFE |
| TAGLKKLFSE |  | FVLALVK    |  |            |  |            |  |            |

A: Аланін

C: Цистеїн

D: Аспарагінова кислота

E: Глутамінова кислота

F: Фенілаланін

G: Гліцин

H: Гістидин

I: Ізолейцин

K: Лізин

L: Лейцин

M: Метіонін

N: Аспарагін

P: Пролін

Q: Глутамін

R: Аргінін

S: Серин

T: Треонін

V: Валін

W: Триптофан

Задіяний у таких біологічних процесах як поліморфізм, альтернативний сплайсинг. 
Локалізований у цитоплазмі, ядрі.